# Cantón de Saint-Benin-d'Azy
El cantón de Saint-Benin-d'Azy era una división administrativa francesa, que estaba situada en el departamento de Nièvre y la región de Borgoña.

## Composición
El cantón estaba formado por dieciséis comunas:
- Anlezy
- Beaumont-Sardolles
- Billy-Chevannes
- Cizely
- Diennes-Aubigny
- Fertrève
- Frasnay-Reugny
- La Fermeté
- Limon
- Montigny-aux-Amognes
- Saint-Benin-d'Azy
- Saint-Firmin
- Saint-Jean-aux-Amognes
- Saint-Sulpice
- Trois-Vèvres
- Ville-Langy

## Supresión del cantón de Saint-Benin-d'Azy
En aplicación del Decreto n.º 2014-184 de 18 de febrero de 2014, el cantón de Saint-Benin-d'Azy fue suprimido el 22 de marzo de 2015 y sus 16 comunas pasaron a formar parte; quince del nuevo cantón de Guérigny y una del nuevo cantón de Imphy.